# Actinidia eriantha
Espèce
Actinidia eriantha est une espèce de plante à fleursa   de la famille des Actinidiaceae. Elle est originaire du Sud de la Chine. 

## Description
Actinidia eriantha est un grand arbuste grimpant que l'on le trouve dans les forêts de basse montagne et les fourrés herbeux à des altitudes allant de 200 à 1 000 m. 

## Utilisation
Actinidia eriantha fructifie en novembre, ce qui a empêché son développement en tant que culture commerciale,.

## Systématique
Le nom correct complet (avec auteur) de ce taxon est Actinidia eriantha Benth..
Actinidia eriantha a pour synonymes :
- Actinidia davidii Franch.
- Actinidia eriantha f. alba C.F.Gan
- Actinidia eriantha var. brunnea C.F.Liang
- Actinidia eriantha var. calvescens C.F.Liang
- Actinidia fulvicoma f. lanata (Hemsl.) C.F.Liang
- Actinidia fulvicoma var. lanata (Hemsl.) C.F.Liang
- Actinidia fulvicoma var. lanata (Hemsl.) H.L.Li
- Actinidia lanata Hemsl.